# Santtu Karhu & Talvisovat
«Santtu Karhu & Talvisovat» — карельская фолк-рок-группа, исполняющая песни на ливвиковском диалекте карельского языка.

## Возникновение группы и её история
В 1987 году студент филологического факультета Петрозаводского государственного университета Александр Медведев (позже ставший известным как Сантту Карху) задался вопросом, почему в соседних Финляндии и Эстонии есть рок на родном языке, а в Карелии нет. Тогда он решил сформировать рок-группу и исполнять песни на родном ливвиковском диалекте карельского языка. В 1988 году Сантту Карху вместе со своей первой группой «Studio» выступил в прямом телемосте Хельсинки — Петрозаводск, исполнив песню «Mustas Kois» («В чёрной заре»). Текст этой песни позднее был опубликован в одном из финских учебников как образец текста на современном карельском языке.
В 1989 году Сантту Карху создал группу, получившую название «Talvisovat» («Зимние одежды»). Вскоре группа стала много гастролировать в Финляндии, где получила бо́льшую известность, чем у себя на родине. Был снят первый видеоклип «Airotoi veneh» («Лодка без вёсел»), который неоднократно показывался по MTV и в молодёжных программах карельского телевидения. Одновременно был выпущен виниловый сингл «Аunuksen Anja» («Анья из Олонца»), ставший кавер-версией на песню Матти Юрва и Тату Пеккаринена времён Войны-продолжения.
В 1995 году группа «Talvisovat» пережила временный распад и музыканты разошлись по разным коллективам. В 1998−м году Сантту Карху записал в Петрозаводске акустический альбом «Pahoin Brihoin Pajatukset» («Песни плохих парней»). Поначалу Карху заявил, что он назовёт СD «Карелия с бодуна», однако позднее признался журналистам, что пошутил, и сообщил, что рабочим названием диска является «Карелия в недостатке кислорода».
В том же 1998 году Карху восстановил группу. Вскоре после этого был заключён договор с финской фирмой грамзаписи и агентством «Hot Igloo», а затем выпущен дебютный альбом.
Из «Talvisovat» вышли многие известные карельские музыканты, включая участников знаменитого фолк-ансамбля «Myllärit» («Мельники»).

## Состав
- Сантту Карху (вокал, мандолина, клавишные, тексты).
- Фёдор Асташов (гитара).
- Артём Ундалов (бас-гитара).
- Арто Ринне (бузуки, губная гармошка, бэк-вокал).

## Дискография

### Альбомы
- Pahoin brihoin pajatukset (2001)
- Hyvästit Karjala (2003)
- Terveh Petroskoi (2006)
- Allus oli muna (2008)
- E.L.O.S (2009)

### Синглы
- Mustas kois / Lykyn peräh (1989)
- Airotoi veneh / Syvysharmavus (1990)
- Omien aigoin legendat / Aunuksen Anja (1991)

### Сборники
- Happy Faces (2003)
- Tervetuloa Kioskiin Vol.2 (2004)
- Karjala — CD N 72 (2004)